# Léon Degrelle
Léon Marie Joseph Ignace Degrelle (Bélgica, 15 de junho de 1906 – Espanha, 31 de março de 1994) foi um político, escritor e militar belga-valão, um dos mais importantes colaboradores nazistas e, mais tarde, um dos fundadores do negacionismo do Holocausto na Bélgica. Degrelle ganhou destaque na Bélgica na década de 1930 como o líder do Partido Rexista clerical fascista. Durante a ocupação alemã da Bélgica na Segunda Guerra Mundial, ele se alistou no exército alemão e lutou na Legião da Valônia — que depois seria transferida para as Waffen-SS em 1943 — na Frente Oriental. Após o colapso do regime nazista, Degrelle escapou e foi para o exílio na Espanha franquista, onde permaneceu uma figura proeminente na política neonazista. Ele morreu 50 anos depois de ser condenado à morte e perder sua nacionalidade belga por colaboração em 1944. Até o fim da sua vida, manteve-se um ferrenho defensor do nazismo.

## Colaboração

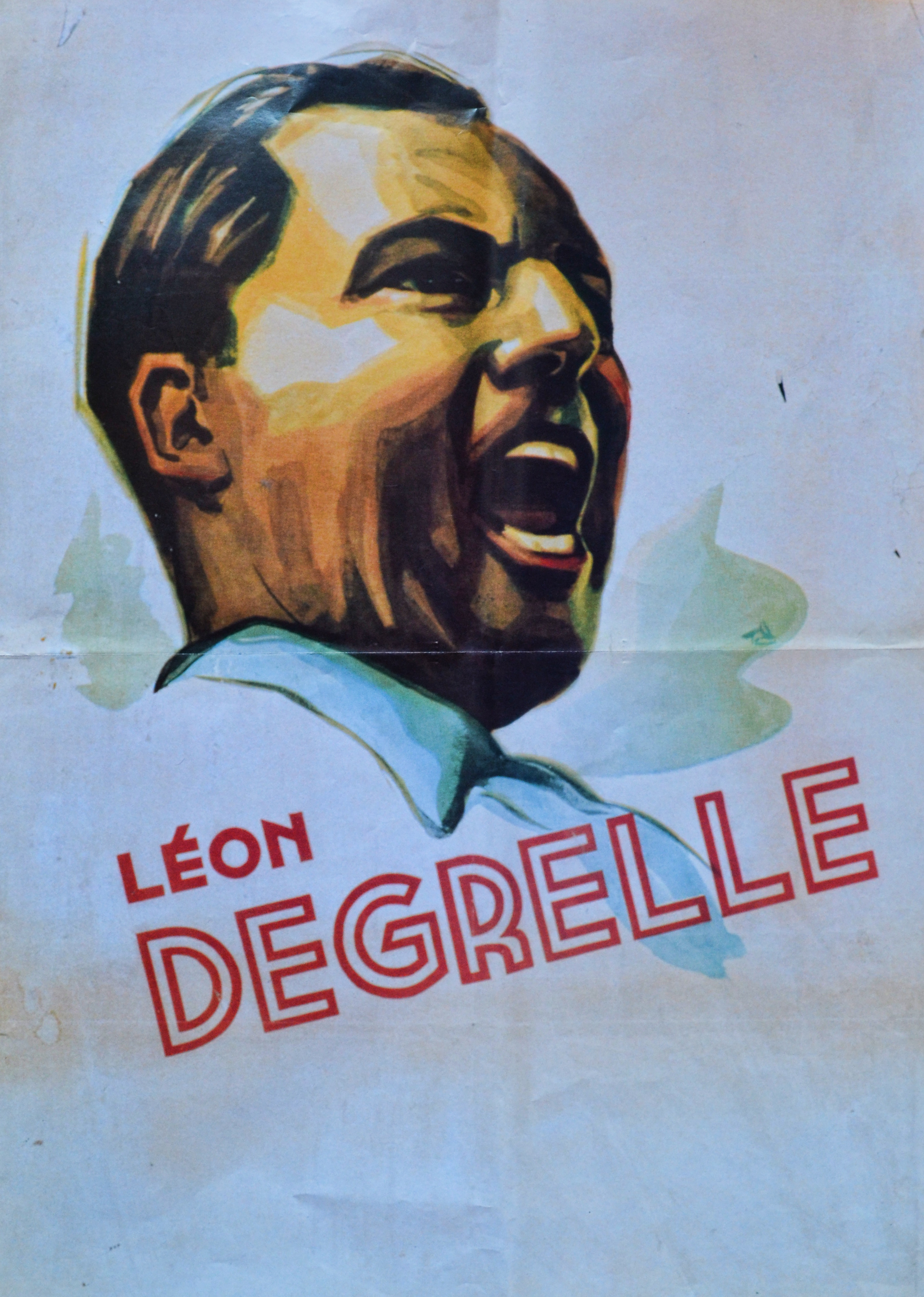
Propaganda da Legião Valona mostrando Degrelle.

Quando a guerra começou, Degrelle aprovou a política de neutralidade do rei Leopoldo III. Depois que os alemães invadiram a Bélgica em 10 de maio de 1940, o Partido Rexista se dividiu sobre a questão da resistência. Ele foi preso como suposto colaborador e evacuado para a França. Ao contrário de outros deportados belgas, Degrelle foi poupado no Massacre de Abbeville e, em vez disso, enviado para um campo de concentração na França. Mais tarde, ele foi solto quando a ocupação começou.
Degrelle voltou para a Bélgica e proclamou que o Rexismo reconstruído estava em estreita união com o nazismo - em contraste marcante com o pequeno grupo de ex-Rexistas (como Théo Simon e Lucien Mayer) que começaram a lutar contra os ocupantes nazistas na clandestinidade. Em agosto, Degrelle começou a contribuir para uma fonte de notícias nazista, Le Pays Réel (uma referência a Charles Maurras). Degrelle juntou-se à Legião Valona da Wehrmacht, criada em agosto de 1941, para lutar contra a União Soviética na Frente Oriental. A liderança dos Rexistas então passou para Victor Matthys. Em 1937, Degrelle já havia declarado sua posição:

“Balayer le pourri! Varra o que está podre! - esse é o nosso lema. De agora em diante existem apenas dois partidos na Bélgica, o Rexista e o Anti-Rexista. . . . Admiramos o que foi conseguido na Itália e na Alemanha, mas não pretendemos imitar ninguém. Permaneceremos na tradição belga, que é a do bom humor, do bom senso e da tolerância."

## Voluntário na Frente Russa

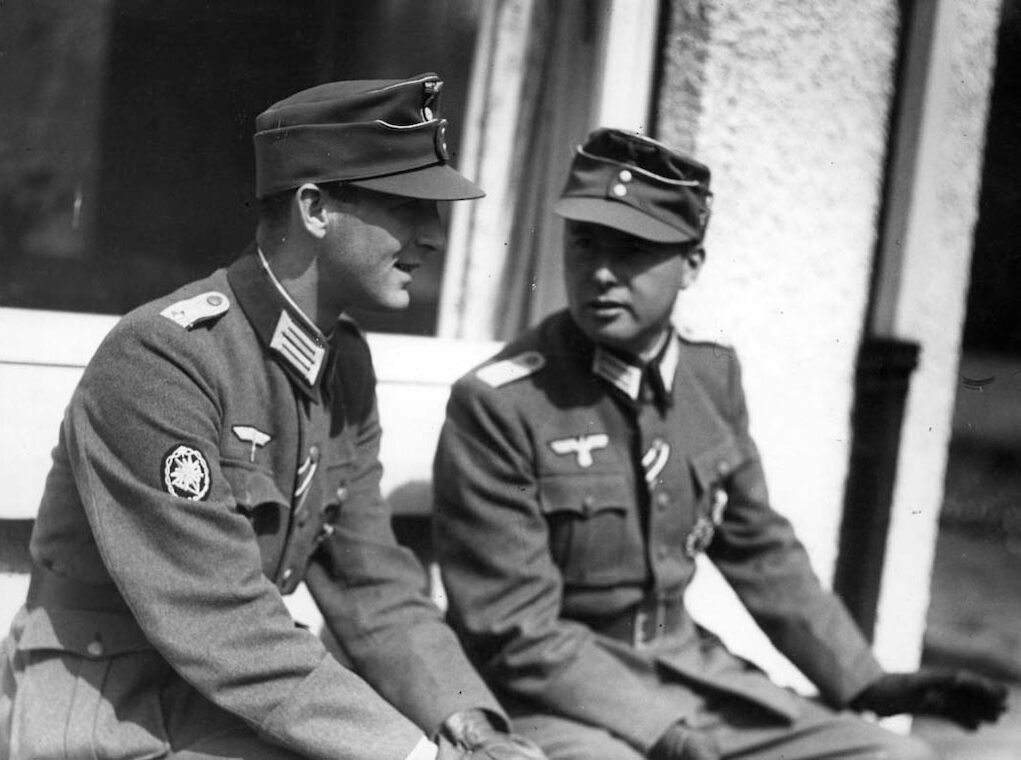
Léon Degrelle na Frente Russa.

Sem qualquer serviço militar anterior, Degrelle ingressou como soldado raso e foi condecorado com a Cruz de Ferro de Segunda Classe em março de 1942. Ele rapidamente subiu na hierarquia, tornando-se tenente em maio de 1942, e recebeu a Cruz de Ferro de Primeira Classe no mesmo mês. Inicialmente, o grupo deveria representar uma continuação do Exército Belga, e lutou como tal durante a Operação Barbarossa, integrando muitos valões que haviam se voluntariado para o serviço. Os valões foram transferidos da Wehrmacht para as Waffen-SS em junho de 1943, com a Legião tornando-se a Sturmbrigade Wallonien (Brigada de Assalto Valona) e continuando a servir na Frente Oriental.
A partir de 1940, a hierarquia católica romana belga proibiu todos os uniformes durante a missa. Em 25 de julho de 1943, em sua terra natal, Bouillon, Degrelle foi instruído pelo reverendo Poncelet a deixar uma missa de réquiem, porque estava usando seu uniforme SS, que as autoridades da igreja tinham proibido. Degrelle foi excomungado pelo bispo de Namur, mas a excomunhão foi posteriormente suspensa pelos alemães, pois, como oficial alemão estava sob a jurisdição da capelania alemã.

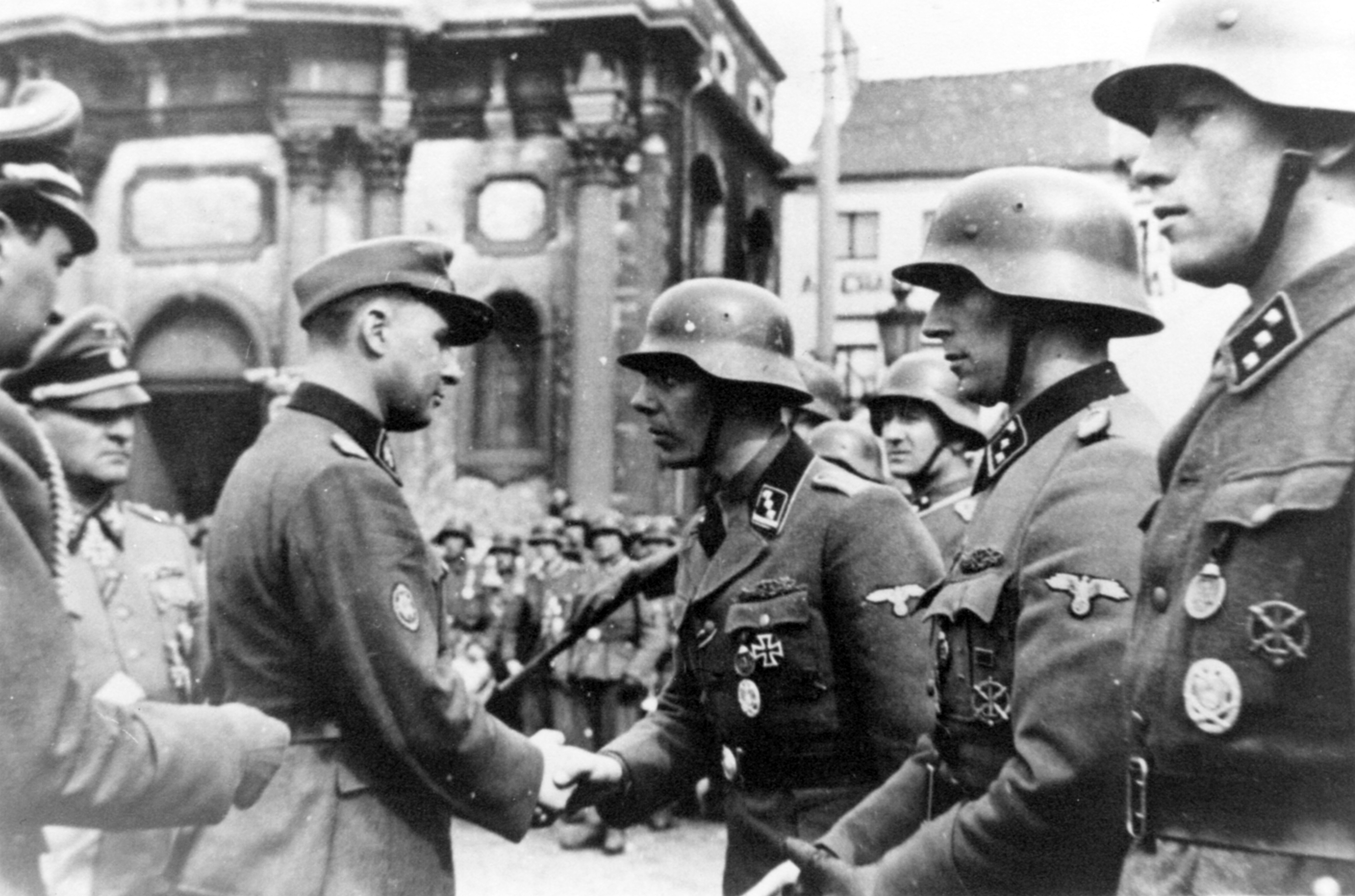
Léon Degrelle cumprimentando voluntários em Charleroi, 1º de abril de 1944.

Depois de ser ferido em Tcherkássi em 1943, Degrelle continuou a subir na hierarquia SS após a inclusão dos valões nas Waffen-SS. Durante a batalha do Bolsão de Korsun-Tcherkássi, travada de 24 de janeiro a 16 de fevereiro de 1944, a Wallonien recebeu a tarefa de se defender dos ataques soviéticos no flanco oriental do bolsão. Enquanto o General Wilhelm Stemmermann, o comandante geral das forças presas, os movia para o oeste do bolsão em prontidão para uma tentativa de fuga, a Wallonien e a Wiking receberam ordens de agirem como retaguarda. Depois que o comandante Lucien Lippert foi morto, Degrelle assumiu o comando da Brigada e a Wallonien começou sua retirada sob fogo pesado. Dos 2.000 homens da brigada, apenas 632 sobreviveram.
Por suas ações em Korsun, Degrelle foi promovido a SS-Sturmbannführer (major). Ele foi premiado com a Cruz de Cavaleiro da Cruz de Ferro (Ritterkreuz) por Hitler em fevereiro de 1944. Mais tarde, Degrelle afirmou que Hitler lhe disse: "Você é realmente único na história. Você é um líder político que luta como um soldado. Se eu tivesse um filho, gostaria que ele fosse como você".
Seis meses depois, Degrelle recebeu a Cruz de Cavaleiro com Folhas de Carvalho, assim como sete outros não-alemães.

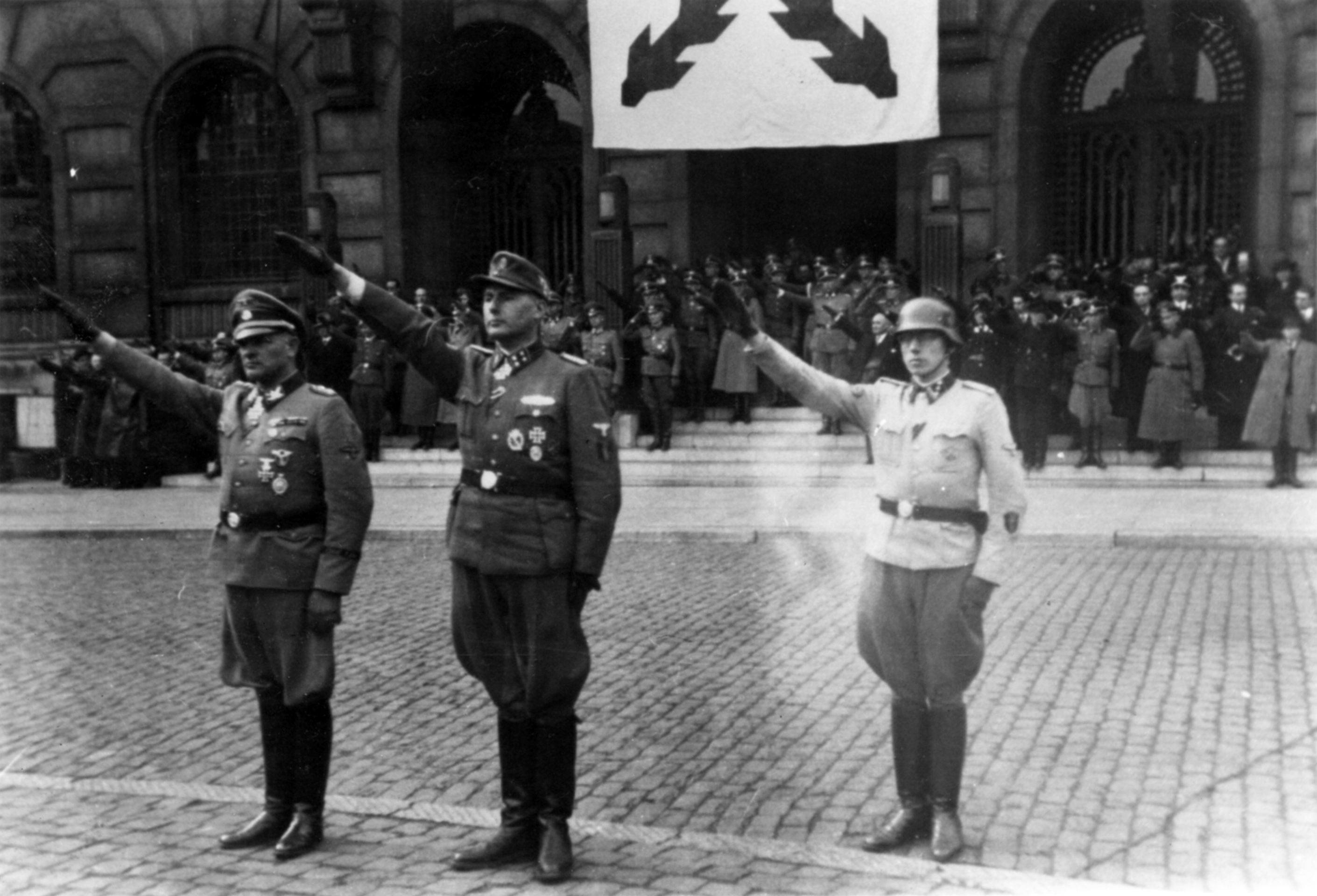
Josef Dietrich, Léon Degrelle e Jean Vermeire em Charleroi, na Bélgica, em 1º de abril de 1944.

A unidade foi enviada de volta a Wildflecken para reforma. Em junho de 1944, um batalhão de 440 homens da Wallonien foi enviado à Estônia para ajudar na defesa da Linha Tannenberg. Depois que a Operação Bagration começou, o Grupo de Exércitos Norte começou a recuar de volta no Bolsão da Curlândia. O batalhão partiu pelo porto de Tallinn (Reval), no Mar Báltico. Os remanescentes do Batalhão foram reincorporados ao resto da brigada, que se localizava em Breslau.
Em 8 de julho de 1944, o irmão de Degrelle, Édouard, um farmacêutico, foi morto na cidade natal de Degrelle, Bouillon, por combatentes da resistência belga. Pouco depois, um esquadrão da morte Rexista executou o farmacêutico Henri Charles. Poucos dias depois, três reféns civis foram executados, aparentemente por ordem de Degrelle, já que os três eram conhecidos como seus inimigos políticos.
Léon Degrelle comandou a Sturmbrigade Wallonien de 18 de setembro de 1944 a 8 de maio de 1945. Ele liderou a unidade na defesa da Estônia contra os soviéticos. Ele foi promovido a SS-Obersturmbannführer (tenente-coronel) nos primeiros meses de 1945. Degrelle foi promovido a SS-Standartenführer (coronel) em 20 de abril de 1945. Em 1º de maio de 1945, Degrelle foi promovido pelo SS Reichsfuhrer Heinrich Himmler a Brigadeführer (general de brigada). Esta promoção, no entanto, foi extralegal devido a Himmler ter sido afastado do cargo por ordem de Hitler em 28 de abril.
Degrelle foi ferido em ação várias vezes durante a guerra na Frente Oriental e recebeu o Distintivo de Ferido de 1ª Classe e o Fecho de Combate Aproximado de Ouro, embora nenhum dos seus ferimentos fosse grave o suficiente para exigir hospitalização.

## Fuga para a Espanha

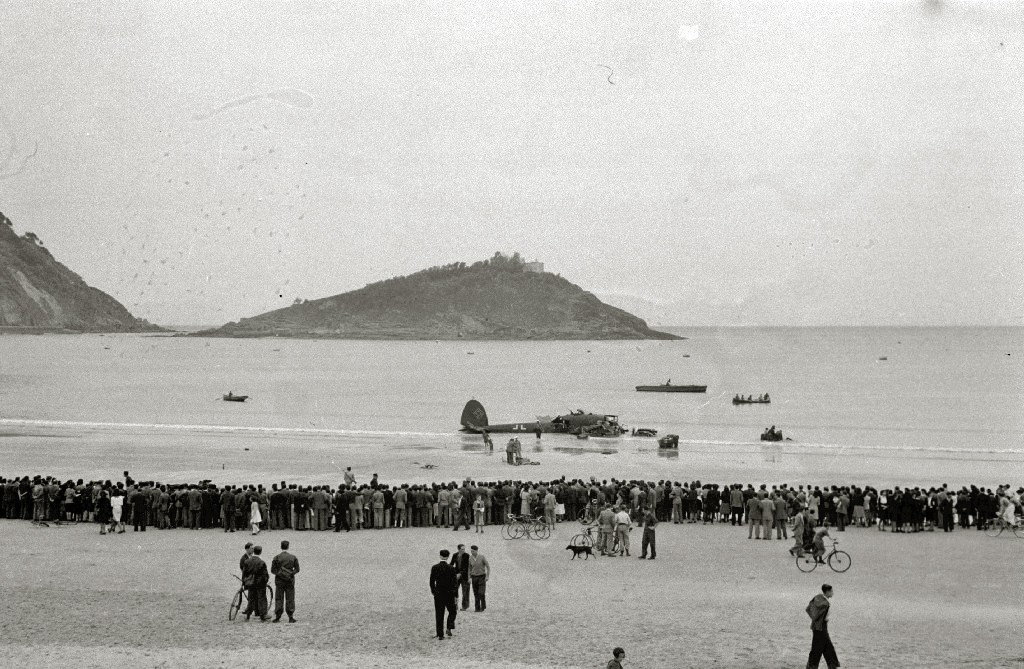
Aterrissagem do Heinkel 111 de Degrelle na praia de la Concha, na Espanha.

Com a rendição de Berlim em 2 de maio de 1945, Degrelle estava desesperado para evitar o cativeiro russo e ordenou que o maior número possível de seus exaustos veteranos atingissem o porto báltico de Lübeck para se render aos britânicos. O próprio Degrelle fugiu primeiro para a Dinamarca e depois para a Noruega, onde se apropriou de uma aeronave Heinkel He 111, supostamente fornecida por Albert Speer. Depois de um vôo de 2.400km sobre partes da Europa ocupada pelos Aliados, ele pousou na praia de San Sebastian, no norte da Espanha, mas ficou gravemente ferido e hospitalizado por mais de um ano. Várias tentativas foram feitas para levar Degrelle à justiça, incluindo tentativas de sequestro e assassinato, mas todas falharam. Ele foi condenado à morte por julgamento à revelia. Degrelle foi protegido durante décadas pelo regime de Francisco Franco, escapando, assim, de cumprir a pena de morte por crimes de guerra, a que fora condenado.
Em 1954, a fim de evitar a extradição para a Bélgica, a Espanha concedeu-lhe a cidadania espanhola sob o nome de José León Ramírez Reina após ter sido adotado por uma mulher espanhola idosa, e a Falange atribuiu-lhe a liderança de uma empresa de construção que se beneficiava de contratos estatais, incluindo contratos com o governo dos EUA para construir aeródromos militares na Espanha. Enquanto isso, amigos vasculharam a Europa em busca de seus filhos. Com o tempo, todos foram encontrados e levados para a Espanha.
Enquanto estava na Espanha franquista, Degrelle manteve um alto padrão de vida e freqüentemente aparecia em reuniões públicas e privadas em um uniforme branco com suas condecorações alemãs, enquanto expressava seu orgulho por seus contatos próximos e "vínculo pensante" com Adolf Hitler. Ele continuou a viver sem ser perturbado quando a Espanha fez a transição para a democracia após a morte de Franco, e continuou publicando polêmicas, expressando seu apoio à ideologia nazista. Ele se tornou ativo no grupo neo-nazista Círculo Espanhol de Amigos da Europa (Círculo Español de Amigos de Europa, CEDADE) e dirigiu sua gráfica em Barcelona, onde publicou grande parte de seus escritos, incluindo uma Carta Aberta ao Papa João Paulo II sobre o tema do campo de concentração de Auschwitz, pedindo ao Papa para não visitá-lo.
Suas repetidas declarações sobre o tema do genocídio nazista levaram Degrelle a julgamento com Violeta Friedman, uma sobrevivente romena dos campos. Embora os tribunais inferiores fossem inicialmente favoráveis a Degrelle, o Supremo Tribunal da Espanha decidiu que ele ofendeu a memória das vítimas, tanto judeus como não-judeus, e o condenou a pagar uma multa substancial. Questionado se ele se arrependia da guerra, sua resposta foi "Só que perdemos!"
Em 1994, Léon Degrelle morreu de parada cardíaca em um hospital em Málaga.

## Condecorações
| Condecoração                                                              | Patente                       | Unidade                                                            | Data de Condecoração    | Comentários |
| ------------------------------------------------------------------------- | ----------------------------- | ------------------------------------------------------------------ | ----------------------- | --- |
| Cruz de Ferro 2ª Classe                                                   | Gefreiter                     | Kampfgruppe Tröger                                                 | 16 de Março de 1942     | Recebeu esta condecoração pessoalmente do General Werner Sanne devido aos seus feitos nos combates ao redor de Gromowaja-Balka. |
| Verwundetenabzeichen 1939 in Schwarz                                      | Feldwebel                     | Kampfgruppe Tröger                                                 | 23 de Março de 1942     | |
| Cruz de Ferro 1ª Classe                                                   | Leutnant                      | 101ª Divisão de Infantaria                                         | 21 de Maio de 1942      | |
| Medaille "Winterschlacht im Osten 1941/42" (Ostmedaille/Medalha Oriental) | Leutnant                      | 97.Jäger-Division                                                  | 15 de Agosto de 1942    | Recebeu esta condecoração do General Ernst Ruppe, 97.Jäger-Division                                                             |
| Infanterie-Sturmabzeichen                                                 | Leutnant                      | 97.Jäger-Division                                                  | 25 de Agosto de 1942    | Versão em Prata. Recebeu do General Ernst Ruppe, 97 Jäger Div.                                                                  |
| Nahkampfspange in Bronze                                                  | SS-Obersturmführer            | 97.Jäger-Division                                                  | 30 de Novembro de 1943  | |
| Verwundetenabzeichen 1939 in Silber                                       | SS-Obersturmführer            | 97.Jäger-Division                                                  | 23 de Dezembro de 1943  | Recebeu esta condecoração do SS-Brigadeführer Herbert Otto Gille                                                                |
| Cruz de Cavaleiro da Cruz de Ferro                                        | SS-Hauptsturmfuhrer d.R.      | Führer SS-Freiwilligen Sturmbrigade "Wallonien"                    | 20 de Fevereiro de 1944 | 2474ª Condecoração |
| Nahkampfspange in Silber                                                  | SS-Hauptsturmführer (Captain) | SS-Freiwilligen Sturmbrigade Wallonien                             | 19 de Março de 1944     | |
| Verwundetenabzeichen 1939 in Gold                                         | SS-Hauptsturmführer (Captain) | SS-Freiwilligen Sturmbrigade Wallonien                             | 19 de Março de 1944     | |
| Cruz de Cavaleiro da Cruz de Ferro com Folhas de Carvalho                 | SS-Sturmbannführer d.R.       | Kommandeur 28.SS-Freiwilligen-Panzer-Grenadier-Division "Wallonië" | 27 de Agosto de 1944    | Condecoração sem Número |
| Nahkampfspange in Gold                                                    | SS-Sturmbannführer            | SS-Freiwilligen-Panzergrenadier-Brigade                            | 14 de Setembro de 1944  | Condecorado por mais de 50 dias de combate pesado                                                                               |
| Cruz Germânica em Ouro                                                    | SS-Sturmbannführer            | 5.SS-Freiwilligen-Sturmbrigade Walloniën                           | 9 de Outubro de 1944    | Condecoração 643/7. |